# Calyptotheca sudanensis
Calyptotheca sudanensis är en mossdjursart som beskrevs av Dumont 1981. Calyptotheca sudanensis ingår i släktet Calyptotheca och familjen Parmulariidae. Inga underarter finns listade i Catalogue of Life.